# 佐野康夫
佐野 康夫（さの やすお、1965年4月30日 - ）は、日本のドラマー。福岡県出身。血液型はA型。

## 略歴
小学生時代に地元の児童吹奏楽団に打楽器で入団、ドラムを叩いてみたいと話すうち、先生がパール楽器製造のチャレンジャー・マークIIを購入、初めてドラムを叩く。途中ベースやピアノに興味を持ったこともあったが長続きせず、以後ドラムに専念する。中学時代からバンド活動をはじめ、フォークソングのコピーをフォーク好きの友達と一緒にする。高校時代には当時隆盛を誇ったフュージョン・バンドをコピーするようになり、本格的にバンド活動を行う。
明治大学入学を機に上京。フュージョンの良さを認めつつも自分の中でなにか違うと思う部分もあり、マイルス・デイヴィスやジェームス・ブラウン、ボブ・マーリーなどの音楽が好きになり、ソウル・ファンクへの興味と共にジャズも勉強したいとの野心から、大学ではいわゆる”ジャズ研”と呼ばれるサークルに入部。ジャズのみならず、ファンクやレゲエもやりたいと、友人のつてを頼って他の大学のロック系のサークルに行くなど、多くのバンドで演奏する。
大学在学中から新宿ピットインなどでセッションするバンドに誘われるようになり、そこからジャズ・シーンの人たちとのセッションをきっかけにプロ・ミュージシャンとしてのキャリアをスタートさせる。
大学卒業の頃、当時セッション仲間だった廣木光一の勧めで古澤良治郎に2年弱ドラムを教わり、キャリアの中でこの時期だけ、師匠と弟子の関係を持つ。
1989年、早坂紗知のアルバム・レコーディングへの参加を機にスタジオ・ミュージシャンとしての活動を本格化、当初はジャズ・アーティストの作品への参加が多かったが、1993年頃からは次第にロックやポップスのアーティストの作品にも参加するようになる。
ドラム・セットはカノウプスやヤマハレコーディングカスタム、シンバルはジルジャン社製を使用。ドラム・シューズは試行錯誤の結果、ニューバランスを愛用している。

## 主な活動

### レコーディング
あ行
- aiko
- AKINO from bless4
- 阿部真央
- 新居昭乃
- 安藤裕子
- アンジュルム
- 井上陽水
- AIR
- 榎本くるみ
- 大山百合香
- Original Love
- ORANGE RANGE

か行
- ℃-ute
- King & Prince
- 近藤夏子

さ行
- 坂本真綾
- SAKURA
- 柴田淳
- スキマスイッチ
- 涼宮ハルヒ（平野綾）
- SMAP

た行
- 竹内まりや
- Dutch Training
- タンポポ
- T-Pistonz+KMC
- delofamilia
- でんぱ組.inc

な行
- ナノ

は行
- bird
- 馬場俊英
- 花澤香菜
- the brilliant green
- 古内東子
- 堀江由衣
- ビッケブランカ

ま行
- My Little Lover
- 牧野由依
- 真心ブラザーズ
- 水樹奈々
- 水瀬いのり
- みやかわくん
- miwa
- モーニング娘。
- MONDO GROSSO

や行
- 山下久美子
- YUKI
- やまだ豊

ら行
- ROUND TABLE

わ行
- ワルキューレ

### ライブ
- ORIGINAL LOVE（1994年 - 1995年,1999年,2003年 - 2008年）
- MONDO GROSSO（1995年）
- 高橋徹也（1995年）
- AIR（1996年 - 2007年）
- 川本真琴（1997年）
- 古内東子（1998年）
- 坂本真綾（2000年,2009年 - ）
- DAITA（2002年 - ）
- ゆず（2005年 - 2007年）
- ORANGE RANGE（2006年 - 2010年）
- 東京事変（2006年）[1]
- 中島美嘉（2007年）
- 中孝介（2008年）
- 平原綾香（2009年）
- 菅野よう子（2009年）[2]
- 遊佐未森（2009年 - ）
- aiko（2010年 - ）
- 安藤裕子（2010年 - ）
- 阿部真央（2011年 - ）
- 藤巻亮太（2012年 - ）
- ワルキューレ（2017年,2018年）
- 桑田佳祐 （2017年）

### 主な参加ユニット
- Earth, Wind & Fighters
- Electric Nomad
- 村田陽一（Abstractrio, ORCHESTRA, Hook Up）
- unbeltipo
- Seatbelts